# Piorunów (województwo wielkopolskie)
Piorunów – wieś w Polsce położona w województwie wielkopolskim, w powiecie tureckim, w gminie Władysławów.
Do 1939 roku istniała gmina Piorunów. W latach 1975–1998 miejscowość administracyjnie należała do województwa konińskiego.